# Iahnie de cartofi
La Iahnia de cartofi (en català: estofat de patata) també anomenat plat de patates, és un plat de la cuina romanesa, que es prepara amb predilecció com una mena de dejuni. La recepta de vegades difereix segons la regió. La paraula "iahnie" deriva de la llengua turcă com yahni, també coneguda a Bulgària com iahnija.

## Ingredients

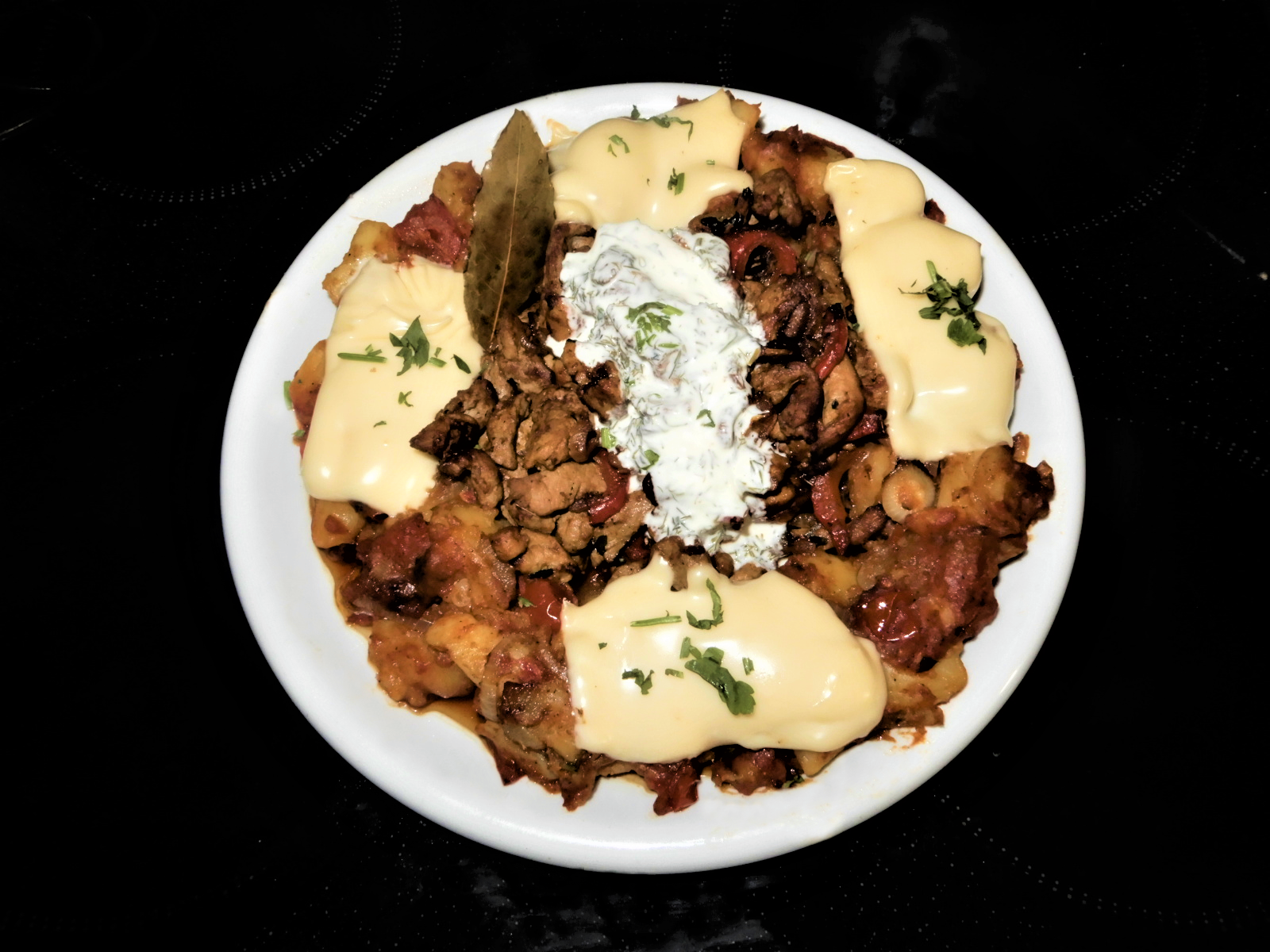
Patates Iahnie com a guarnició del filet de porc

Per preparar un estofat de patata senzill per a 4 racions, si es consumeix com a tal, es necessiten: 1 kg de patates, 2-3 cebes, 3 tomàquets, opcionalment 2 grans d'all triturats, ½ cullerada de pasta de tomàquet, oli, julivert o anet picat, 2 fulles de llorer, sal, pebre, pebre vermell i una mica d'aigua o brou de verdures.

## Preparació
Primer cal pelar una carabassa, ratllar-la i tallar-la a daus. Se sofregeix per separat les cebes ben picades (i opcionalment els alls) en oli a foc mitjà sense daurar-les, es barregen amb la pasta de tomàquet i s'hi posen les patates, els tomàquets sense llavors, la sal, el pebre vermell i les fulles de llorer. S'apaga immediatament amb una tassa d'aigua o brou de verdures i es deixa coure a foc lent durant uns 15-20 minuts. Finalment, s'hi afegeix el pebrot, el julivert o l'anet.

## Variacions
- S'hi poden afegir daus de pebrot picat.
- La pasta de tomàquet i els tomàquets se substitueixen per crema agra.[5]
- Es pot servir amb pinxos o salsitxes fumades.[6]
- Es pot servir com a guarnició de carn en escabetx.